# Aristokles aus Kydonia
Aristokles aus Kydonia (altgriechisch Άριστοκλῆς) war ein griechischer Bildhauer, der an der Wende vom 6. zum 5. Jahrhundert v. Chr. tätig war.
Aristokles stammte aus Kydonia auf Kreta. Pausanias erwähnt eine von Euagoras von Zankle gestiftete und von Aristokles geschaffene Statuengruppe in Olympia, die Herakles und die berittene Amazonenkönigin Hippolyte beim Kampf um den Gürtel, den er als neunte seiner zwölf Aufgaben herbeischaffen sollte, zeigt. Möglicherweise sind erhaltene Fragmente aus dem Zeustempel von Olympia dieser Gruppe zuzuordnen. Das Werk muss Aristokles vor dem Jahr 494 geschaffen haben, da Zankle in dem Jahr in Messene umbenannt wird. Damit ist auch eine Teildatierung möglich. Eine Identifizierung mit dem Bildhauer gleichen Namens aus Attika ist fraglich.

## Belege
1. ↑  Pausanias 5,25,11.

| Personendaten    | Personendaten                                   |
| ---------------- | ----------------------------------------------- |
| NAME             | Aristokles aus Kydonia                          |
| ALTERNATIVNAMEN  | Άριστοκλῆς (griechisch); Aristokles aus Kydonia |
| KURZBESCHREIBUNG | altgriechischer Bildhauer                       |
| GEBURTSDATUM     | 6. Jahrhundert v. Chr.                          |
| GEBURTSORT       | Kydonia                                         |
| STERBEDATUM      | 5. Jahrhundert v. Chr.                          |